# Padang Besi
Padang Besi is een bestuurslaag in het regentschap Padang van de provincie West-Sumatra, Indonesië. Padang Besi telt 6405 inwoners (volkstelling 2010).